# Triphosa thierrymiegi
Triphosa thierrymiegi är en fjärilsart som beskrevs av Le Cerf 1918. Triphosa thierrymiegi ingår i släktet Triphosa och familjen mätare. Inga underarter finns listade i Catalogue of Life.